# Буйвиджяй
Буйви́джяй (лит. Buivydžiai), Буйвиды — деревня на территории самоуправления Вильнюсского района, в 17 км к востоку от Неменчине, на границе с Белоруссией; центр староства (Buivydžių seniūnija) площадью 9840 га, на территории которого 28 деревень и 37 хуторов, проживает 1097 жителей (2009).

## География
Находится в пределах Буйвиджяйской возвышенности (лит. Buivydžių aukštuma), в северо-западной части Мядининской возвышенности.
Сама возвышенность названа по деревне.

## История
В документах с 1688 года упоминается фольварк Буйвиды (Буйвидзе). С середины XVII века Буйвидзе принадлежали семейству Бжостовских. В конце XVIII века одна из Бжостовских вышла замуж за виленского маршалка Михала Радзишевского. По другой версии, Михал Бжостовский в 1784 году уступил Буйвидзе Михалу Радзишевскому за 2000 червонцев. Радзишевский по проекту архитектора Вавжинца Гуцевича (Лауринаса Стуоки-Гуцявичюса) возвёл усадьбу (унаследованную его сыном Станиславом Радзишевским).
В 1790 году на средства Радзишевского был построен деревянный костёл Святого Георгия, освящённый в 1796 году. Одновременно с храмом была выстроена прямоугольная в плане часовня пирамидальной формы, которая стала усыпальницей семьи Радзишевских. В 1982 году храм сгорел; в 1986 году построен новый костёл.
В XVIII—XIX веках Буйвиды было местечком.
В 1930 году основана средняя школа с преподаванием на польском языке. Ныне действует также филиал Лаворишской основной школы с преподаванием на литовском языке.
В 1950—1993 годах деревня была центральной усадьбой колхоза.
23 апреля 2012 года декретом президента Литовской Республики утверждён герб деревни. Эталон герба, изображающего красного оленя на серебряном фоне, опирающегося на щит с крестом Святого Георгия, создал художник Роландас Римкунас.

## Население
По переписи населения 1959 года в деревне числилось 168 жителей, в 1970 году — 312 человек, в 1975 году — 218, в 1979 году — 212, в 1984 году — 249, в 1989 году — 304, в 2001 году — 261, в 2011 году — 272.

## Инфраструктура
В деревне имеется почта, центр культуры, средняя школа, детский сад, медицинский пункт, четыре магазина, автосервис. 

## Достопримечательности
Сохранилась мавзолейная часовня Радзишевских.